# دوار الشمس الغربي
دوار الشمس الغربي نوع نباتي يتبع جنس دوار الشمس من الفصيلة النجمية.

## البيئة والانتشار
ينتشر في الولايات المتحدة من منطقة البحيرات العظمى جنوبًا إلى تكساس.